# Qaraqaşlı (Neftçala)
Qaraqaşlı è un comune dell'Azerbaigian situato nel distretto di Neftçala. 